# Episodi di Archive 81 - Universi alternativi
La prima stagione della serie televisiva Archive 81 - Universi Alternativi, composta da 8 episodi, è stata interamente pubblicata su Netflix il 14 gennaio 2022.
| nº | Titolo originale          | Titolo italiano         | Data di pubblicazione |
| -- | ------------------------- | ----------------------- | --------------------- |
| 1  | Mistery Signals           | Segnali misteriosi      | 14 gennaio 2022       |
| 2  | Wellspring                | Wellspring              | 14 gennaio 2022       |
| 3  | Terrore in the Aisles     | Terrore in sala         | 14 gennaio 2022       |
| 4  | Spirit Receivers          | I tramiti degli spiriti | 14 gennaio 2022       |
| 5  | Through the Looking Glass | Attraverso lo specchio  | 14 gennaio 2022       |
| 6  | The Circle                | Il cerchio              | 14 gennaio 2022       |
| 7  | The Ferryman              | Il traghettatore        | 14 gennaio 2022       |
| 8  | What Lies Beneath         | Sotto la superficie     | 14 gennaio 2022       |

## Segnali misteriosi[2]
- Titolo originale: Mystery Signals
- Diretto da: Rebecca Thomas
- Sceneggiatura di: Rebecca Sonnenshine
- Scritto da: basato sul Podcast di Dan Powell e Marc Sollinger

### Trama
Daniel "Dan" Turner, archivista e restauratore di nastri magnetici ossessionato dalla perdita della famiglia (genitori e sorella) avvenuta quando lui aveva 8 anni, viene assunto da Virgil Davenport, AD della LMG, perché restauri, da solo in una villa fuori città, delle VHS girate nel 1994 dalla dottoranda in antropologia socioculturale Melody Pendras e riguardanti i condomini del Visser, un palazzo dell'East Village newyorkese al centro di leggende urbane legate a una setta di cui crede facesse parte sua madre e che sarebbe andato a fuoco di lì a poco. È così che mentre Melody, nel '94, inizia la sua indagine nel Visser e conosce la 14enne Jess Lewis (affetta da epilessia) e la musicista Tamara Stefano (che le fa sentire una melodia che la fa star male), nel presente, Dan, restaurando i nastri, scopre che la ragazza è legata a lui, infatti su uno appare suo padre, lo psichiatra Steven Turner, che fa internare Melody al Rockland. 
- Main cast: Mamoudou Athie (as Dan Turner), Dina Shihabi (as Melody Pendras), Evan Jonigkeit (as Samuel Grant), Julia Chan (as Annabelle Cho), Ariana Neal (as Jess Lewis), Matt McGorry (as Mark Higgins) e Martin Donovan (as Virgil Davenport)

- Guest star: Charlie Hudson III (as Dr. Steven Turner)

- Curiosità: il titolo fa riferimento al podcast di Mark

## Wellspring
- Titolo originale: Wellspring
- Diretto da: Rebecca Thomas
- Sceneggiatura di: Rebecca Sonnenshine
- Scritto da: basato sul Podcast di Dan Powell e Marc Sollinger

### Trama
Presente. Dan, dopo aver trovato un'ala segreta e aver iniziato a vedere strane presenze, riceve da Mark i nastri delle sedute tra il padre e Melody. 
1994. Melody, raggiunta a sorpresa dell'amica Annabelle Cho, dopo aver conosciuto i residenti Cassandra Wall (ereditiera), Beatriz Reyes (sensitiva) e Samuel Grant (professore) e averli visti insieme agli altri nella sala comune intonare una litania di fronte all'idolo di Kaelego, confessa all'amica di essere lì perché dalle suore del convento in cui è cresciuta ha scoperto che la condomina Julia Bennett, probabilmente la sua madre naturale, la sta cercando.
- Main cast: Mamoudou Athie (as Dan Turner), Dina Shihabi (as Melody Pendras), Evan Jonigkeit (as Samuel Grant), Julia Chan (as Annabelle Cho), Ariana Neal (as Jess Lewis), Matt McGorry (as Mark Higgins) e Martin Donovan (as Virgil Davenport)

- Guest star: Martin Sola (as padre Russo), Kristin Griffith (as Cassandra Wall), Beatriz Reyes (as Sol Miranda), Kate Eastman (as Tamara Stefano)

- Curiosità: il titolo fa riferimento a una società occulta di Davenport

## Terrore in sala
- Titolo originale: Terror in the Aisles
- Diretto da: Justin Benson e Aaron Moorhead
- Sceneggiatura di: Michael Narducci
- Scritto da: basato sul Podcast di Dan Powell e Marc Sollinger

### Trama
1993. Melody, abbandonata in una chiesa dalla madre e cresciuta in un convento dove ebbe visioni su "un altro posto" finché non fu adottata, va dal Dr. Steven Turner per superare l'ansia per la morte della madre adottiva, Lila. 
1994. Melody, aiutata da Samuel, fa in modo che la madre di Jess smetta di chiedere a padre Russo di esorcizzare la figlia.
Presente. Mentre Mark va a parlare con una donna che si spaccia per Melody Pendras, Dan, dopo esser riuscito ad aver accesso alla video-sorveglianza, sogna di parlare con Melody mentre Cassandra lo minaccia di smettere, ma, grazie a un video in cui è ripresa una loro conversazione, scopre che è tutto reale.
- Main cast: Mamoudou Athie (as Dan Turner), Dina Shihabi (as Melody Pendras), Evan Jonigkeit (as Samuel Grant), Julia Chan (as Annabelle Cho), Ariana Neal (as Jess Lewis), Matt McGorry (as Mark Higgins) e Martin Donovan (as Virgil Davenport)

- Guest star: Charlie Hudson III (as Dr. Steven Turner), Kristin Griffith (as Cassandra Wall), Jacqueline Antaramian (as Bobbi)

- Co-star: Gameela Wright (as Erika Lewis), Martin Sola (as father Russo)

- Curiosità: il titolo fa riferimento a una puntata del podcast di Peter ed Elliot

## I tramiti degli spiriti
- Titolo originale: Spirit Receiver
- Diretto da: Justin Benson e Aaron Moorhead
- Sceneggiatura di: Evan Bleiweiss
- Scritto da: basato sul Podcast di Dan Powell e Marc Sollinger

### Trama
Presente. Mentre Mark viene avvicinato da Davenport, Dan, dopo aver detto a Melody di essere il figlio del Dr. Turner, trova nei diari di T. Bellows - che lavorava lì e riassumeva soap opera - il codice per il seminterrato. 
1994. Melody e Annabelle fanno visita a Cassandra Wall - compagna di Eleanor Wall, pittrice sensitiva e suicida membro del gruppo I tramiti degli spiriti - e così, mentre Annabelle riceve in dono della vernice nera che inizia a ossessionarla, Melody intervista altri condomini (es.: Patricia Marston che registra soap opera), conosce l'attrice Evie Crest - figlia dell'attore suicida William, apparso nella serie TV "The circle" ispirata allo snuff movie su un rituale con sacrificio umano ed entrambi andati persi - e partecipa a una seduta spiritica guidata da Beatriz Reyes che, dopo averle ripetuto quello che le ha detto Dan nei loro incontri, si auto-mutila finendo in ospedale. 
- Main cast: Mamoudou Athie (as Dan Turner), Dina Shihabi (as Melody Pendras), Evan Jonigkeit (as Samuel Grant), Julia Chan (as Annabelle Cho), Ariana Neal (as Jess Lewis), Matt McGorry (as Mark Higgins) e Martin Donovan (as Virgil Davenport)

- Guest star: Kristin Griffith (as Cassandra Wall), Jacqueline Antaramian (as Bobbi)

- Co-star: Sol Miranda (as Beatriz Reyes), Michelle Federer (as Evie Crest), Carla Brandberg (as Patricia Marston), Kate Eastman (as Tamara Stefano)

- Curiosità: il titolo fa riferimento al movimento di cui faceva parte Eleonor Well

## Attraverso lo specchio
- Titolo originale: Through the Looking Glass
- Diretto da: Haifaa al-Mansour
- Sceneggiatura di: Bobak Esfarjani
- Scritto da: basato sul Podcast di Dan Powell e Marc Sollinger

### Trama
1994. Mentre il Dr. Turner viene sospeso per aver scritto di Melody su un board riguardante i Baldung - persone con capacità sensitive enormi -, Melody, saputo da Chris Lee, un drogato del palazzo, di esser lì perché servono al "traghettatore" per "aprire una porta" e scoperto nello studio di padre Russo, da poco morto travolto della metro, che Samuel in realtà non è chi dice di essere, assiste al crollo psicotico di Annabelle e al suicidio di Chris. 
Presente. Dan, visto Virgil parlare con Samuel in un video di Melody, chiama l'uomo che gli rivela di essere il fratello di Samuel e di ritenere Melody colpevole dell'incendio del Visser in cui Samuel morì.
- Main cast: Mamoudou Athie (as Dan Turner), Dina Shihabi (as Melody Pendras), Evan Jonigkeit (as Samuel Grant), Julia Chan (as Annabelle Cho), Ariana Neal (as Jess Lewis), Matt McGorry (as Mark Higgins) e Martin Donovan (as Virgil Davenport)

- Guest star: Charlie Hudson III (as Dr. Steven Turner), Kristin Griffith (as Cassandra Wall)

- Co-star: Gameela Wright (as Erika Lewis), Kate Eastman (as Tamara Stefanoe), Sol Miranda (as Beatriz Reyes)

- Other cast: Zach Villa (as Chris Lee)

- Curiosità: Matt McGorry (as Mark Higgins) non appare

## Il cerchio
- Titolo originale: The Circle
- Diretto da: Haifaa Al Mansour
- Sceneggiatura di: Helen Leigh
- Scritto da: basato sul Podcast di Dan Powell e Marc Sollinger

### Trama
1994. Melody, incolpando del crollo psicotico di Annabelle la muffa nella vernice di Cassandra, scende nello scantinato dove Samuel le rivela di far parte del culto di Kaelego e che, al fine di attirarla al Visser in quanto Baldung fortissima, s'è inventato la lettera di Julia e ha denunciato il Dr. Turner, ma Steven li separa facendo internare Melody in manicomio. 
Presente. Dan scopre che Thomas Bellows digitalizzava per Davenport le soap opera registrate da Patricia Marston, una residente al Visser, che alcuni macchinari sono stati corrotti dalla stessa muffa del Visser e che nel seminterrato della villa c'è un idolo di Kaelego.
- Main cast: Mamoudou Athie (as Dan Turner), Dina Shihabi (as Melody Pendras), Evan Jonigkeit (as Samuel Grant), Julia Chan (as Annabelle Cho), Ariana Neal (as Jess Lewis), Matt McGorry (as Mark Higgins) e Martin Donovan (as Virgil Davenport)

- Guest star: Kristin Griffith (as Cassandra Wall), Jacqueline Antaramian (as Bobbi)

- Co-star: Kate Eastman (as Tamara Stefano)

- Other cast: Jay Klaitz (as Thomas Bellows)

- Curiosità: il titolo fa riferimento alla serie televisiva con protagonista William Crest, padre suicida di Evie, e che si dice ispirato allo snuff movie di un rituale con sacrificio umano

## Il traghettatore
- Titolo originale: The Ferryman
- Diretto da: Rebecca Thomas
- Sceneggiatura di: Rebecca Sonnenshine
- Scritto da: basato sul Podcast di Dan Powell e Marc Sollinger

### Trama
1924. Durante il passaggio di una cometa, allo scopo di creare un "nuovo mondo", Iris Vos della The Vos Society - una setta basata sul culto di Kaelego fondata a New York City dai fratelli Iris, Jonah e Lukas Vos - viene filmata mentre compie un rituale con sacrificio umano ma ottiene solo che la sua casa crolli e tutti i partecipanti al rito scompaiano nel nulla. 
Presente. Saputa la storia della Vos Society da Mark, Dan va con l'amico da Annabelle al Rockland e lei gli dice che Melody lo aspetta.
- Main cast: Mamoudou Athie (as Dan Turner), Dina Shihabi (as Melody Pendras), Evan Jonigkeit (as Samuel Grant), Julia Chan (as Annabelle Cho), Ariana Neal (as Jess Lewis), Matt McGorry (as Mark Higgins) e Martin Donovan (as Virgil Davenport)

- Guest stars: Georgina Haig (as Iris Vos), Ellen Adair (as Emma Trillay), Meg Hennessy (as Rose)

- Co-stars: Nick Podany (as Jonah Vos), Gilles Geary (as Lukas Vos)

- Curiosità: Dina Shihabi (as Melody Pendras), Evan Jonigkeit (as Samuel Grant) e Ariana Neal (as Jess Lewis) non appaiono

## Sotto la superficie
- Titolo originale: What lies beneath
- Diretto da: Rebecca Thomas
- Sceneggiatura di: Evan Bleiweiss e Michael Narducci
- Scritto da: basato sul Podcast di Dan Powell e Marc Sollinger

### Trama
1994. Messa in camera con Annabelle, Melody vede che disegna Iris Vos - l'assassina dello snuff movie - e, saputo che quella notte tornerà dal "altro mondo" giacché "il traghettatore " (la cometa) sta per arrivare, fugge con un trucchetto di Annabelle, torna al Visser e fa scappare Jess per poi venir catturata. Poco dopo, mentre Jess filma tutto di nascosto, Samuel invoca Kaelego, cosparge l'idolo col sangue proveniente da un taglio alla mano di Melody e sacrifica Tamara così nella stanza appare Iris che poi scompare portandosi con sé Samuel e Melody. 
Presente. Dan, che ha visto tutto grazie ai VHS che Jess - che ora è una suora - ha dato ad Annabelle, affronta Virgil scoprendo che ha ottenuto i video di Melody solo di recente acquistando un lotto nascosto da Steven, la cui casa è quindi stata bruciata per esser andato contro alla setta, e che non ha intenzione di aiutarlo a liberare Melody. È così che mentre Bobbi, che oltre a essere una Buldang è anche la madre di Melody, apre la porta grazie alla "chiave" (un diapason) e al suo sangue, Dan va nel "altro mondo" dove Kaelego cerca di trattenerlo mostrandogli la sua famiglia ma Dan non si fa imbrogliare, prosegue, trova Melody che aspetta la madre nella chiesa in cui fu abbandonata e cerca di lasciare quella dimensione con lei ma Samuel li aggredisce e così solo Melody riesce a tornare nel nostro mondo.
1994. Dan si risveglia in ospedale e scopre di essere ricoverato da 10 giorni in seguito all'incendio del complesso Visser. 
- Guest stars: Kristin Griffith (as Cassandra Wall), Jacqueline Antaramian (as Bobbi), Georgina Haig (as Iris Vos)

- Co-star: Kate Eastman (as Tamara Stefano)